# 内丸 (盛岡市)
内丸（うちまる）とは、岩手県盛岡市の町名。丁番は持たない単独町名である。住居表示実施済み区域。旧岩手郡のち南岩手郡仁王村の一部、旧盛岡市仁王字内丸に相当する。郵便番号は020-0023。盛岡市の住民基本台帳によると2022年（令和4年）6月末時点での内丸の住民は190人、世帯数は127世帯である。岩手県庁や盛岡市役所など、岩手県や盛岡市の主要機関、盛岡地方裁判所、岩手県警察本部、盛岡城址といった施設が所在し、昼間人口が多い官庁街としての役割を担う。

## 地理
内丸は盛岡市の西部に位置し、北で本町通と、東で紺屋町や中ノ橋町と、南東で肴町や下ノ橋町と、西で中央通や大沢川原と接する。
域内は、南部を盛岡城址やもりおか歴史文化館が占めており、北部をオフィス街が占め、中央部を飲食店が占めているため、住宅地は他地域と比べて少ない。

### 地形

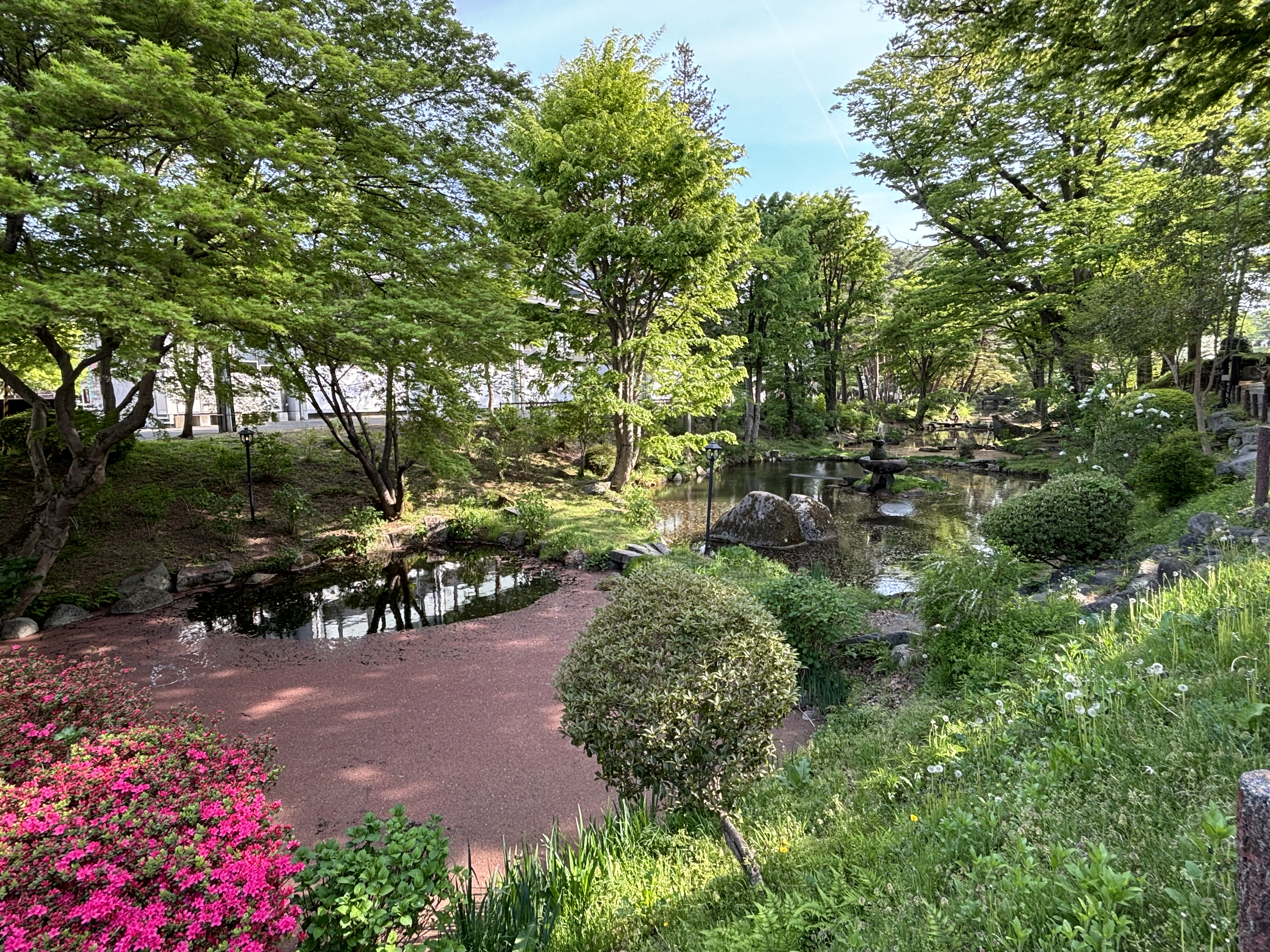
鶴ケ池（2024年4月末撮影）

- 鶴ケ池：盛岡城の内濠の名残[5]。
- 亀ケ池：盛岡城の内濠の名残[5]。

## 歴史
古くは、内丸は石間（いしあい）と呼ばれた岩石地帯であり、建武年間に南部信長により征服され、現在も南部信長の重臣である福士慶喜の慶喜館跡が残っている。
近代の頃の内丸は盛岡城の内堀北方に隣接する外郭の名称であり、現在の行政区域である内丸とは少し区域が異なり、元文城下図によれば、東は中津川を隔てて紺屋町や鍛冶町、川原本町に接し、西は外堀を隔てて日影門外小路に接し、北は本町や八日町に接していたとされる。内丸はほぼ四方に堀と土手をめぐらせた要害の区画をなしており、東には中ノ橋門、北は大手御門、西は日影御門があり、それぞれの番所を通らなければ入らない地域であったがために町人地とは区切られていた。また、藩主の南部家一門や600石以上の上級家臣の屋敷地であった。
明治維新後の明治4年、盛岡藩は廃藩となり、盛岡城の外曲輪の土手・堀等の取り壊しを手始めとして、庶民の出入りが自由になり、内丸は官庁街や市街地として変貌した。盛岡藩が廃藩となっても、岩手県域の自治の中枢であることにかわりはなく、広小路御殿跡に岩手県庁が設置された。

### 沿革
- 建武年間 - 南部信長がこの地を征する[7]。
- 1636年（寛永13年） - 南部重直が、内丸に御新丸と呼ばれる別郭を建てる[7]。
- 明治4年
  - 盛岡藩の廃藩に伴い、濠が埋められ、庶民の出入りが自由となる[7]。
  - 盛岡県庁が設置される[7]。
- 明治5年
  - 盛岡県庁が岩手県庁となる[7]。
  - 仁王村と上田村戸長役場が設置された[7]。
- 1874年（明治7年）
  - 中ノ橋際に農工事業奨励のための、敷地2町7反ほどの試験所が設置され、後に歓業所と改称される[7]。
  - 盛岡城が切り崩される[7]。
- 1876年（明治9年） - 仙台裁判所盛岡支庁や盛岡警察署、医学校、盛岡師範学校などが設立される[7]。
- 1879年（明治12年） - 南岩手郡役所が設置される[7]。
- 1880年（明治13年） - 岩手中学校が設置される[7]。
- 1885年（明治18年） - 仁王村外の五ヶ村（上田村、志家村、東中野村、加賀野村、三割村）の役所が設置される[7]。
- 1889年（明治22年） - 盛岡市役所が設置される[7]。
- 1899年（明治32年） - 岩手中学校が岩手県盛岡中学校と改称する[7]。
- 1945年（昭和20年） - 仁王字内丸から、内丸が成立[5]。
- 1963年（昭和38年） - 内丸の一部が菜園一丁目、大通一丁目、大沢川原一丁目に編入され、下ノ橋際と流作場を編入した[7]。
- 1964年（昭和39年） - 内丸の一部が中央通一丁目、本町通一丁目、本町通二丁目となる[7]。

### 名称の由来
江戸時代に盛岡城の内堀と中堀の間に囲まれた区域を内丸と称したことに由来する。

## 施設
- 盛岡城跡公園（内丸1-37）[12]
- 櫻山神社[13]
- もりおか歴史文化館（内丸1-50）[14]
- テレビ岩手本社（内丸2-10）[15]
- 東北銀行本店（内丸3-1）[16]
- 岩手日報社（内丸3-7）[17]
- 盛岡東警察署（内丸3-40）[18]
- 盛岡市内丸分庁舎（内丸3-46）[19]
- 岩手県議会議員会館（内丸7-2）[20]
- 岩手県警察本部（内丸8-10）[21]
- 盛岡地方検察庁（内丸8-20）[22]
- 盛岡地方裁判所（内丸9-1）[23]
- 盛岡家庭裁判所（内丸9-1）[23]
- 盛岡簡易裁判所（内丸9-1）[23]
- 岩手県庁（内丸10-1）[24]
- 盛岡地区合同庁舎（内丸11-1）[25]
- 岩手県公会堂（内丸11-2）[26]
- 盛岡市役所（内丸12-2）[27]
- 岩手県民会館（内丸13-1）[28]

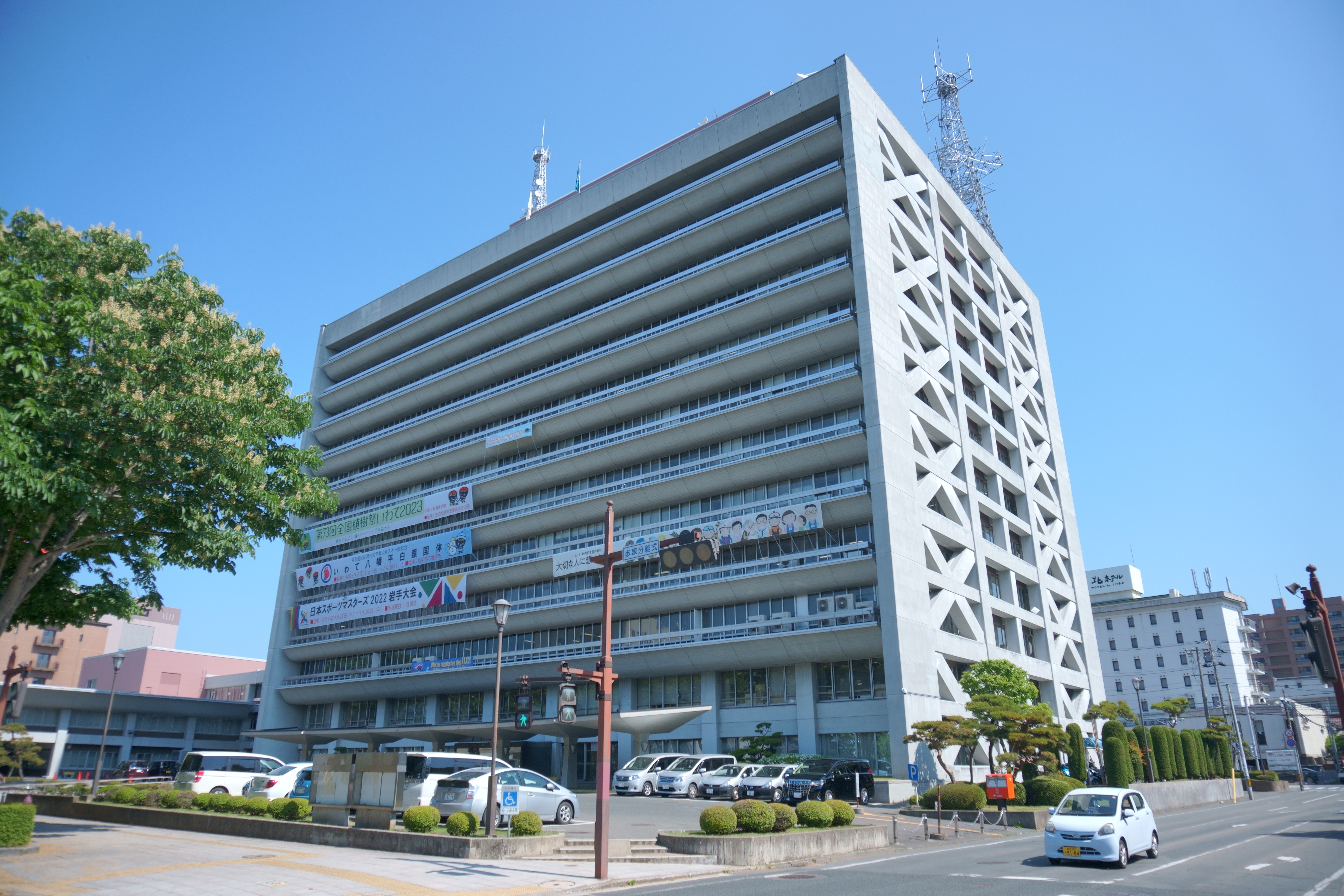
域内に所在する岩手県庁の外観。

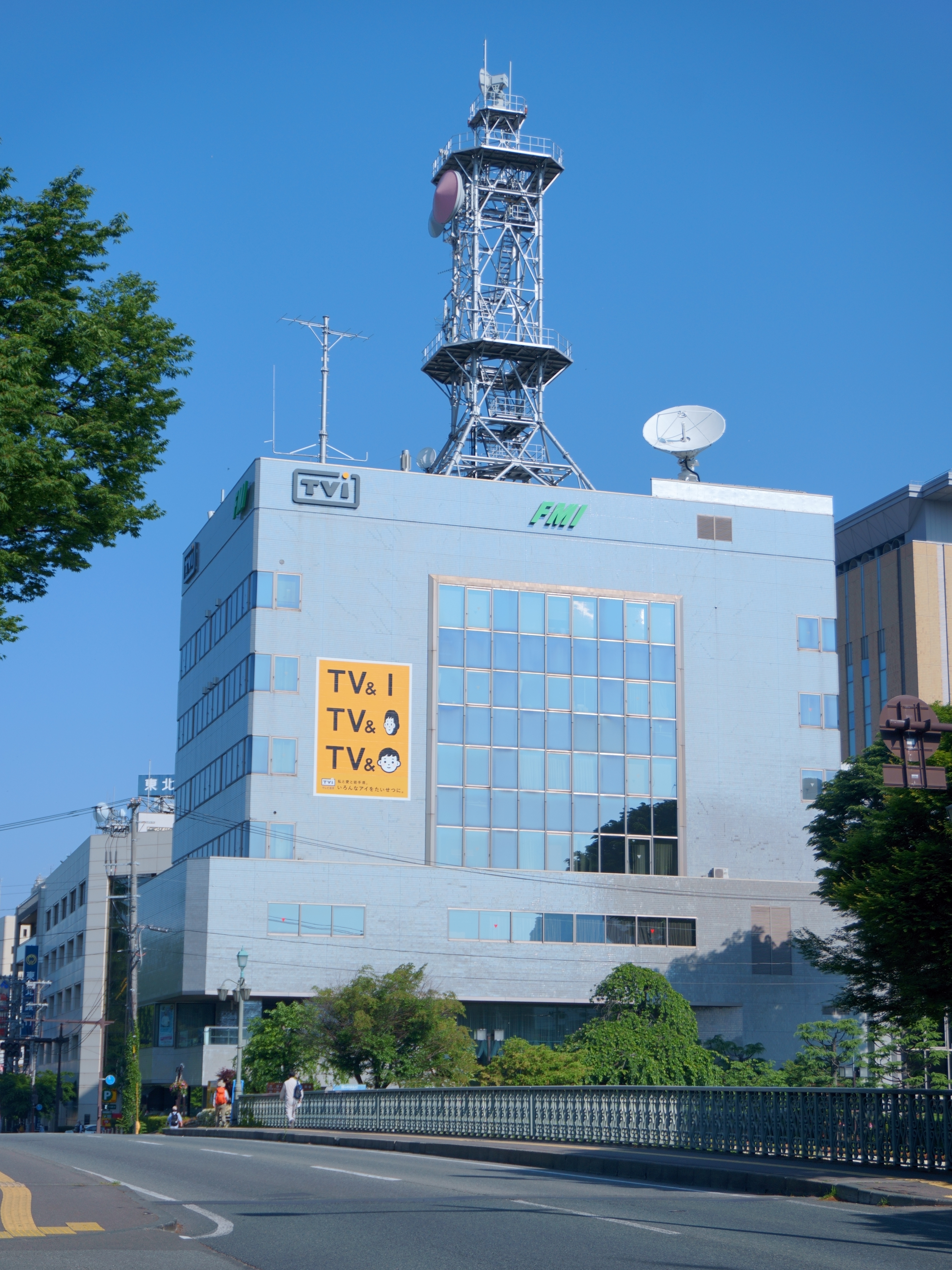
域内東部に所在するテレビ岩手本社の外観。

- セブンイレブン盛岡内丸店（内丸16-13）[29]
- ローソン盛岡内丸店（内丸16-37）[30]
- 岩手医科大学附属内丸メディカルセンター（内丸19-1）[31]

## 交通
内丸は官庁街であり、かつ、様々な企業の本社が立地するため、バス停数に対してバス路線が非常に多い。

### 鉄道
域内に鉄道は通っておらず、鉄道駅は存在しないが、最寄駅は盛岡駅（JR・IGRいわて銀河鉄道）や上盛岡駅（JR山田線）などが挙げられる。

### 道路
- 国道106号
- 国道455号
  - 中央通り：国道455号のうち盛岡市役所前から盛岡地方裁判所前までの区間の名称。

### バス
- 岩手県北自動車
  - 久慈こはく号（盛岡 ⇔ 九戸・久慈）[33][34]
  - 八盛号（盛岡 ⇔ 八戸）[34][35]
  - 106特急・急行バス（盛岡 ⇔ 宮古）[34][36]
  - 盛岡駅前・盛岡バスセンター方面[34]
  - 盛岡-八幡平（A01他）[34]
  - 盛岡-八幡平マウンテンホテル（A51）[34]
  - 盛岡-盛大-沼宮内（B11・B12）[34]

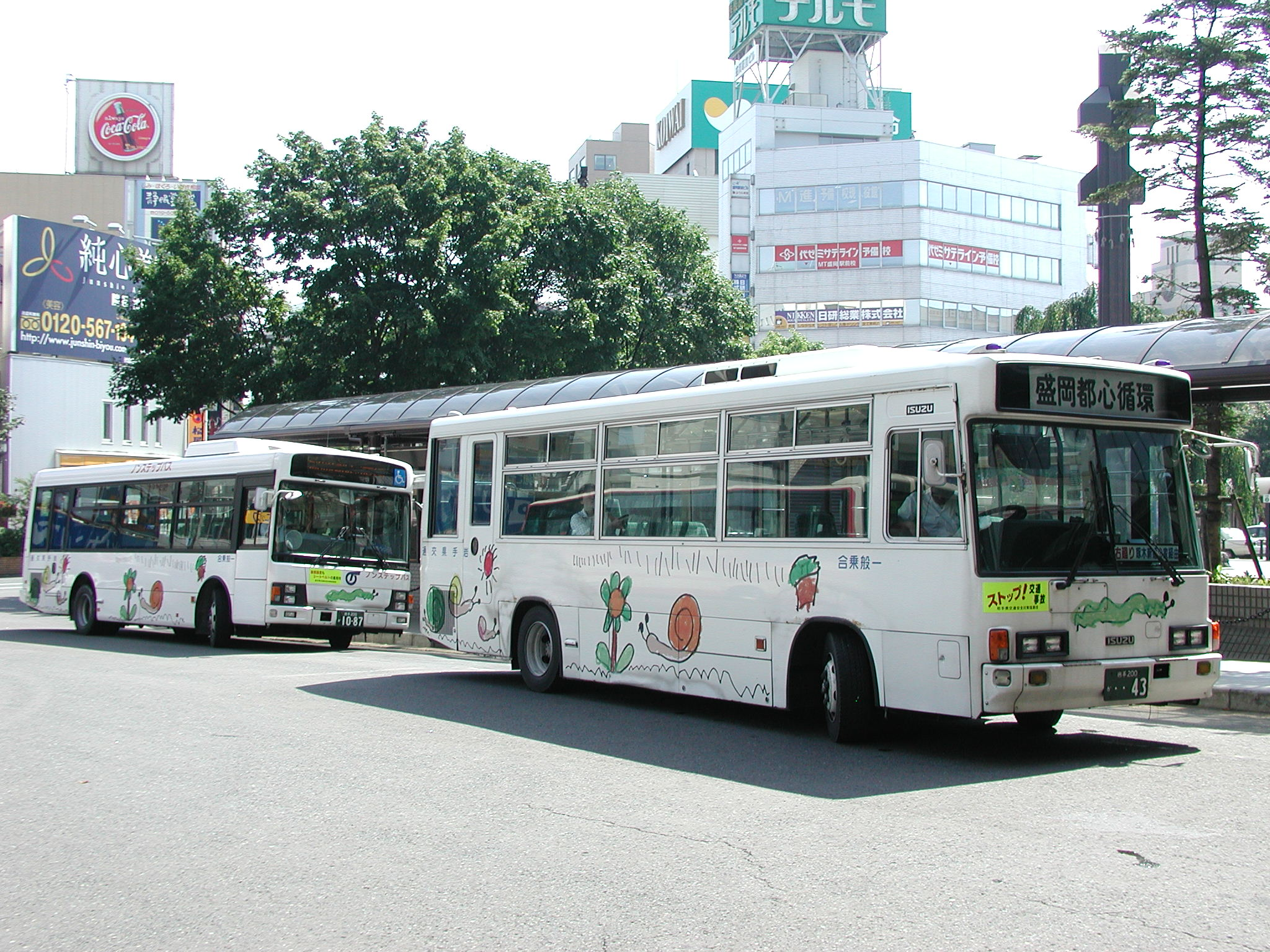
岩手県交通の盛岡都心循環バス「でんでんむし」

  - 盛岡BC-盛岡農高前-盛岡大学（C01他）[34]
  - 盛岡BC-運動公園-厨川駅（D01他）[34]
  - イオン盛岡南・盛岡BC-箱清水-厨川駅（E01他）[34]
  - イオン盛岡南・盛岡BC-みたけ-厨川駅（E02他）[34]
  - 好摩直通線（B41）[34]
- 岩手県交通
  - 盛岡大船渡線[34]
  - 盛岡大船渡線〔荷沢峠経由〕[34]
  - 盛岡釜石線[34]
  - 盛岡都心循環バス「でんでんむし」[34]
  - 青山・天昌寺→盛岡駅前→盛岡バスセンター[34]
  - 都南方面→盛岡駅前行き[34]
  - 矢巾方面→盛岡駅前行き[34]
  - 青山町線（201他）[34]
  - 南青山町線（204）[34]
  - 青山町線（208他）[34]
  - 盛岡北高線（212）[34]
  - みたけ西線（213）[34]
  - 盛南ループ『200』〔右回り〕（218）[34]
  - 盛南ループ『200』〔左回り〕（219）[34]
  - 滝沢ゆとりが丘団地線（222）[34]
  - 滝沢長橋台団地線（223）[34]
  - 滝沢かつらぎ団地線（227）[34]
  - 巣子箱清水線・巣子盛岡大学線（229）[34]
  - 厨川中央線（251・252）[34]
  - 厨川中央線〔茶畑行き〕（251）[34]
  - 厨川中央線〔菜園経由〕（252）[34]
  - みたけ中央線（255他）[34]
  - みたけ東線（260）[34]
  - 基幹バス上田線（301）[34]
  - 基幹バス上田線〔理工学部〕（306）[34]
  - 基幹バス上田線急行（332）
  - 駅上田線〔盛岡BC-松園BT〕（307線）
  - 北山経由東緑が丘線（312）[34]
  - 松園若園線（313）[34]
  - 桜台団地線〔桜台団地方面〕（315）[34]
  - 桜台団地線〔盛岡バスセンター方面〕（315）[34]
  - 北山線（316）[34]
  - 中央線（401-403）[34]
  - 新庄線（405）[34]
  - ふれあいランド/日赤経由川久保線・乙部線（407他）[34]
  - 太田線・太田本宮線（409他）[34]
  - 中央循環線〔盛岡駅前→中野一丁目〕（422）[34]
  - 孝仁病院線（423）[34]
  - 本宮線・羽場線（501-504）[34]
  - 飯岡線〔盛岡BC-新川橋〕（505）[34]
  - 川久保線・矢巾温泉線（507・515）[34]
  - 川久保線（508）[34]
  - 南インター経由川久保線（510）[34]
  - 北高田線（513・514）[34]
  - ゆいとぴあ東線・津志田盛南線（517-519）[34]
  - 都南ＢＴ・イオンモール盛岡南線（521）[34]
  - 日詰線・土橋線（602他）[34]
  - 長岡線（611他）[34]
  - 厨川深夜線[34]
  - 滝沢深夜線[34]
  - 松園深夜線[34]
  - 繋・鶯宿線[34]
  - 雫石線[34]
  - 都南基幹バスＡルート[34]
  - 都南基幹バス Ｂルート[34]
  - 山伏線[34]
- ジェイアールバス東北
  - 早坂高原線〔盛岡-岩泉-龍泉洞〕[37]

## 統計

### 人口
盛岡市の住民基本台帳によると2022年（令和4年）6月末時点での内丸の人口および世帯数の統計は以下の通りである。
| 地名 | 世帯数  | 男   | 女    | 計    |
| ---- | ------- | ---- | ----- | ----- |
| 内丸 | 127世帯 | 87人 | 103人 | 190人 |

## 教育
域内に学校は存在せず、生徒たちは小学校、中学校、高等学校のいずれに通うのに、内丸を出なければならない。小学校は、肴町に所在する盛岡市立杜陵小学校もしくは本町通に所在する盛岡市立仁王小学校、中学校は馬場町に所在する盛岡市立下橋中学校が学区となっている。